# Golfe d'Amundsen
Pour les articles homonymes, voir Amundsen.
Le golfe d'Amundsen est un golfe situé dans les Territoires du Nord-Ouest canadiens à 70° Nord et 120° Ouest. Il sépare l'île Banks et l'île Victoria au nord du continent américain au sud. Il mesure environ 402 km de long pour 150 km de large à l'endroit où il rejoint la mer de Beaufort. 
Le golfe d'Amundsen porte le nom de l'explorateur polaire norvégien Roald Amundsen qui y passe en 1903-1905 lors de son voyage de découverte du passage du Nord-Ouest. Ce golfe marque la fin occidentale de ce passage, route maritime menant de l'océan Atlantique à l'océan Pacifique.
Peu d'habitants vivent le long de ses côtes mais on trouve quelques villages ou communautés dont : Sachs Harbour, Holman et Paulatuk. Au nord du golfe se trouve le détroit du Prince-de-Galles. Au sud-est et à l'est, le golfe mène, à travers le détroit du Dauphin et de l'Union, à la baie Simpson puis au golfe du Couronnement. De là, on peut rejoindre le golfe de la Reine-Maud à travers le détroit de Dease. Par l'ouest et le nord-ouest, on atteint la mer de Beaufort puis l'océan Arctique. 
L'intégralité du golfe est soumise au rude climat de la steppe arctique, caractérisé par des hivers extrêmement froids. Tard dans l'hiver, le golfe est encore pris dans les glaces. En année normale, la plupart des brise-glaces interviennent jusqu'en juillet. Certaines zones à l'est et au nord ne sont libérées de la banquise qu'en août. 
Des bélougas, des phoques, des ombles chevaliers, des morues et même des saumons fréquentent les eaux du golfe, les saumons sont réapparus pour la première fois à Sachs Harbour entre 1999 et 2001.